# Haliclona centrangulata
Haliclona centrangulata är en svampdjursart som först beskrevs av William Johnson Sollas 1902.  Haliclona centrangulata ingår i släktet Haliclona och familjen Chalinidae. Inga underarter finns listade i Catalogue of Life.